# Futbol Club Barcelona hockey sobre patines 2021-2022
Questa voce raccoglie le informazioni riguardanti la sezione di hockey su pista del Futbol Club Barcelona  nelle competizioni ufficiali della stagione 2021-2022.

## Maglie e sponsor
Lo sponsor tecnico per la stagione 2021-2022 fu Nike, mentre lo sponsor ufficiale fu Lassa Tyres.
| 1ª divisa | 2ª divisa |

## Organico

### Giocatori
| N° | Naz.                  | Ruolo | Sportivo        |  |  |  |
| -- | --------------------- | ----- | --------------- |  |  |  |
| 1  | Spagna (bandiera)     | P     | Aitor Egurrola  |  |  |  |
| 3  | Spagna (bandiera)     | E     | Ignacio Alabart |  |  |  |
| 4  | Argentina (bandiera)  | E     | Matías Pascual  |  |  |  |
| 8  | Spagna (bandiera)     | E     | Pau Bargalló    |  |  |  |
| 9  | Spagna (bandiera)     | E     | Sergi Panadero  |  |  |  |
| 10 | Spagna (bandiera)     | P     | Sergi Fernández |  |  |  |
| 24 | Spagna (bandiera)     | E     | Nil Roca        |  |  |  |
| 44 | Spagna (bandiera)     | E     | Sergi Llorca    |  |  |  |
| 78 | Portogallo (bandiera) | E     | Hélder Nunes    |  |  |  |
| 79 | Portogallo (bandiera) | E     | João Rodrigues  |  |  |  |

### Staff tecnico
- Allenatore:  Eduardo Castro